# Hany Ramzy
Hany Guda Ramzy (arabisch هاني جودة رمزي, DMG Hānī Ǧauda Ramzī; * 10. März 1969 in Kairo) ist ein ehemaliger ägyptischer Fußballspieler. Ramzy spielte als zentraler Verteidiger und Libero. Seit seinem Karriereende ist er als Trainer tätig.

## Vereinslaufbahn
Ramzy begann seine Spielerlaufbahn in der Jugend von al Ahly Kairo, 1987 hatte er dort auch sein Debüt als Profi. Nach zwei ägyptischen Meisterschaften und einem Pokalgewinn, wechselte Ramzy 1990 in die Schweizer Nationalliga A zu Neuchâtel Xamax. Nach fünf Jahren, in denen er in 85 Einsätzen neun Tore erzielen konnte, ging Ramzy zu Werder Bremen und wurde so der erste Ägypter, der in der Bundesliga spielte. Bei Bremen hatte Ramzy von 1994 bis 1998 seine beste Zeit. Bereits in seiner ersten Saison konnte er mit der Mannschaft die Vizemeisterschaft feiern.
1998 holte Otto Rehhagel, Ramzys Trainer aus Bremer Zeiten, ihn in die Pfalz zum 1. FC Kaiserslautern. Bis 2003 war er beim FCK Stammspieler, verletzte sich jedoch am 2. August 2003 so schwer, dass er bis zum Ablauf seines Vertrages 2005 zu keinem Bundesligaeinsatz mehr kam. Während dieser Zeit machte er seinen Trainerschein und arbeitete im Jugendbereich des Vereins mit.
Nach Ablauf seines Vertrages beim FCK unterschrieb er beim 1. FC Saarbrücken, damals 2. Bundesliga, verließ den Verein jedoch nach vier Einsätzen bereits wieder, um Assistenztrainer beim Kairoer Erstligisten ENPPI Club zu werden.

## Nationalmannschaft
Ramzy hatte zwischen 1988 und 2003 insgesamt 124 Einsätze für die ägyptische Fußballnationalmannschaft, lediglich Ibrahim Hassan (mit 125 Länderspielen) und Hossam Hassan (bis September 2006 170 Spiele) kamen auf mehr Einsätze. Seine größten Erfolge mit der Nationalmannschaft waren die Teilnahme an der Weltmeisterschaft 1990 in Italien sowie der Gewinn der Fußball-Afrikameisterschaft 1998. Ramzy ist zudem Rekordspieler Ägyptens beim Afrika-Cup.

## Trainerkarriere
Bis Dezember 2009 war Ramzy Co-Trainer der ägyptischen U20-Nationalmannschaft. Diese Stelle bekleidete er seit September 2008. Zuvor arbeitete er als Assistenztrainer für den Erstligisten ENPPI. Als der damalige Trainer des Vereins Rainer Zobel im Januar 2007 gehen musste, übernahm Ramzy dessen Posten bis zum Saisonende.
Am 22. Dezember 2009 übernahm er das Amt des Cheftrainers der ägyptischen U-23-Nationalmannschaft. Er sollte das Team zu den olympischen Spielen 2012 in London führen.
Nach Stationen als Trainer von Engineering for the Petroleum and Process Industries Club (Juli 2015 bis Oktober 2016) und Ittihad El-Shorta (Februar 2016 bis Juni 2016) trainierte er von November 2016 bis Mai 2017 den Dubai SC. Im August 2017 wurde Ramzy beim ägyptischen Verein Ittihad El Iskandary als Trainer vorgestellt. Es folgte im Anschluss ein kurzes Engagement als Nationaltrainer von Libyen, ehe er nach der WM 2018 Co-Trainer von Javier Aguirre bei der Nationalmannschaft Ägyptens wurde.
Nach Ende dieses Engagements trat Ramzy erst 2023 in Erscheinung, als er Chefscout für al Ahly SC in Kairo wurde.

## Privates
Ramzy ist Angehöriger der Koptisch-Orthodoxen Kirche. Seit dem 10. Januar 2002 ist er mit der Italienerin Emanuela verheiratet. Am 14. September 2002 kam sein Sohn zur Welt. 

## Strafprozess
2002 wurde Ramzy wegen sexueller Nötigung nach § 177 StGB vom Amtsgericht Kaiserslautern zu einer Freiheitsstrafe von acht Monaten verurteilt, der Vollzug der Strafe wurde jedoch auf Bewährung ausgesetzt. Er hatte im August 2001 in einer Gaststätte in Kaiserslautern eine fremde Frau sexuell genötigt, Ramzy gestand die Tat ein.